# Казахска автономна социалистическа съветска република
Казакската автономна съветска социалистическа република (на руски: Казахская Автономная Социалистическая Советская Республика; на казахски: Қазақ Автономиялы Социалистік Кеңестік Республикасы) е автономна република в състава на Руската съветска федеративна социалистическа република (РСФСР), СССР, съществувала от 1920 до 1936 г. През февруари 1936 г. е преобразувана в Казахска съветска социалистическа република.

## История
Казахската АССР е наследник на първоначалната Киргизка автономна съветска социалистическа република (не бива да се бърка с Киргизия/Киргизстан) в рамките на РСФСР, създадена на 26 август 1920 г. През 1925 г. Киргизката АССР се преименува на Казакска автономна съветска социалистическа република.
Столица на Казакската АССР от 1920 до 1925 г. е град Оренбург, от 1925 до 1929 г. е град Къзъл-Орда. Град Алма Ата е избран за столица на Казакската АССР през 1929 г.
На 5 декември 1936 г. Казахската АССР е преобразувана в Казахска съветска социалистическа република.